# Rem Wiachiriew
Rem Iwanowicz Wiachiriew, ros. Рем Иванович Вяхирев (ur. 23 sierpnia 1934 w obwodzie samarskim, zm. 11 lutego 2013) – rosyjski przedsiębiorca, szef Tiumentransgazu (1983–1989), wiceminister przemysłu gazowego ZSRR, wiceszef (1989) i szef Gazpromu (1992–2001).
W Polsce kojarzony m.in. z wypowiedzią: 

Nie trzeba bać się Rosji i Gazpromu. Jesteśmy przyjacielscy i zależy nam na dobrych stosunkach ze wszystkimi partnerami, chociaż możemy i dać w zęby, gdy będzie trzeba

Został odznaczony m.in. Orderem „Za zasługi dla Ojczyzny” IV klasy, Orderem Lenina i Orderem Rewolucji Październikowej.
Imię Wiachiriewa „Rem” jest skrótem od słów „Rewolucja, Engels, Marks”.
Został pochowany na Cmentarzu Wostriakowskim w Moskwie.